# Balin (gromada)
Balin – dawna gromada, czyli najmniejsza jednostka podziału terytorialnego Polskiej Rzeczypospolitej Ludowej w latach 1954–1972.
Gromady, z gromadzkimi radami narodowymi (GRN) jako organami władzy najniższego stopnia na wsi, funkcjonowały od reformy reorganizującej administrację wiejską przeprowadzonej jesienią 1954 do momentu ich zniesienia z dniem 1 stycznia 1973, tym samym wypierając organizację gminną w latach 1954–1972.
Gromadę Balin z siedzibą GRN w Balinie utworzono – jako jedną z 8759 gromad na obszarze Polski – w powiecie chrzanowskim w woj. krakowskim, na mocy uchwały nr 20/IV/54 WRN w Krakowie z dnia 6 października 1954. W skład jednostki weszły obszary dotychczasowych gromad Luszowice (bez przysiółka Stara Góra) i Balin (bez przysiółka Cezarówka Dolna) ze zniesionej gminy Trzebinia w tymże powiecie. Dla gromady ustalono 27 członków gromadzkiej rady narodowej.
31 grudnia 1965 z gromady Balin wyłączono część wsi Balin o nazwie Cezarówka Górna włączając ją do gromady Byczyna.
Według stanu z 1 stycznia 1971 gromada Balin składała się z 2 sołectw: Balin (3599 mieszkańców) i Luszowice (1915 mieszkańców) – łącznie 4660 mieszkańców.
Gromada przetrwała do końca 1972 roku, czyli do kolejnej reformy gminnej.